# اچ‌ام‌اس سنتور (آر۰۶)
اچ‌ام‌اس سنتور (آر۰۶) (به انگلیسی: HMS Centaur (R06)) یک کشتی بود که طول آن ۷۳۷٫۷۵ فوت (۲۲۴٫۸۷ متر) بود. این کشتی در سال ۱۹۴۷ ساخته شد.